# Aprics László
Aprics László (Budapest, 1953. július 19. –) Magyar Köztársasági Ezüst Érdemkereszttel kitüntetett magyar szinkronrendező.

## Pályaképe
1959 és 1967 között járt általános iskolába, 1967-től a Kafka Margit Gimnáziumban tanult, ahol 1971-ben érettségizett francia tagozaton. 1971–73-ban az MTV-nél gyártásvezető szakképzésen vett részt, majd 1982 és 1986 között Színház- és Filmművészeti Főiskola adásrendező szakán végezte tanulmányait.
Pályája elején film- és színházi rendezőnek készült, ám még a felvételik első szakaszában ajánlólevelet kapott, amivel be tudott kerülni a Magyar Televízió  filmszinkron részlegéhez, amelyet akkor film- és koprodukciós főszerkesztőségnek hívtak. Tizennyolc éves volt, amikor bekerült a vágószobába, ahol vágóasszisztensként dolgozott, ám saját munkájára mindig csak éjszaka jutott ideje. Karrierje átment a felvételvezetésen és a gyártásvezetésen is, majd lassan elkezdődött szinkronrendezői munkája, az 1981-ben a Kisfilmek a nagyvilágban című sorozattal. Első önálló munkája, a 29-es vágány, egy Gary Oldman-film volt.
Később dolgozott a MAHIR, Duna Televízió, SDI Sun, HBO, BTI, Videovox, Rexfilm, Viton, Arteam, Balog Mix Stúdiókban is. Jelenleg a Mikroszinkron címzetes, az SDI Sun stúdió állandó és más stúdiók alkalmi szinkronrendezője. Ő is a alkotta többek között Roger Moore, Bruce Willis, Tony Curtis, Woody Allen magyar hangját is. Ez idő alatt több mint 300 regisztrált, és további kb. 150 filmet készített mint szinkronrendező.

## Filmszinkronok
- Egész évben farsang (Holiday Inn) [1942]
- Stan és Pan, a jampecok (Jitterbugs) [1943]
- Stan és Pan, a táncmesterek (The Dancing Masters) [1943]
- Elbűvölve (Spellbound) [1945]
- Stan és Pan, a torreádorok (The Bullfighters) [1945]
- Bunbury (The Importance of Being Earnest) [1952]
- Az urak a szőkéket szeretik (Gentlemen Prefer Blondes) [1953]
- Sissi (Sissi) [1955]
- Sissi, az ifjú császárné (Sissi - Die junge Kaiserin) [1956]
- Sissi - Sorsdöntő évek (Schicksalsjahre einer Kaiserin) [1957]
- A vád tanúja (Witness for the Prosecution) [1957]
- Hajtóvadászat (The Bravados) [1958]
- A sátán kutyája (The Hound of the Baskervilles) [1959]
- Aki szelet vet (Inherit the wind) [1960]
- Let`s Make Love - Szeressünk! (Let`s Make Love) [1960]
- Rocco és fivérei (Rocco e i suoi fratelli) [1960]
- Jó fiú és rossz fiú (The Comancheros) [1961]
- Végzetes rágalom (The Children`s Hour) [1961]
- Viridiana (Viridiana) [1961]
- Riói kaland (L` Homme de Rio) [1962]
- Kleopátra (Cleopatra) [1963]
- Tom Jones (Tom Jones) [1963]
- Egérke a férfiak között (Une souris chez les hommes) [1964]
- Dundee őrnagy (Major Dundee) [1965]
- Az elrabolt expresszvonat (Von Ryan`s Express) [1965
- A fránya macska (That Darn Cat!) [1965]
- A muzsika hangja (The Sound of Music) [1965]
- Pár dollárral többért (Per qualche dollaro in più) [1965]
- A Jó, a Rossz és a Csúf (Il buono, il brutto, il cattivo) [1966]
- Robin Crusoe kalandjai (Lt. Robin Crusoe, U.S.N.) [1966]
- Rabold el az aranyat! (The War Wagon) [1967]
- A hullaégető (Spalovac mrtvol) [1968]
- Győzni Indianapolisban (Winning) [1969]
- A medence (La piscine) [1969]
- Banánköztársaság (Bananas) [1971]
- Dekameron (Il Decameron) [1971]
- Egy marék dinamit (Giù la testa) [1971]
- Fennakadva a fán (Sur un arbre perché) [1971]
- Hullajó hullajelölt (Jo) [1971]
- Támadás Rommel ellen (Raid on Rommel) [1971]
- Kabaré (Cabaret) [1972]
- Suttogások és sikolyok (Viskningar och rop) [1972]
- Újra nyeregben a hét mesterlövész (The Magnificent Seven Ride!) [1972]
- Fennsíkok csavargója (High Plains Drifter) [1973]
- Jákob rabbi kalandjai (Les aventures de Rabbi Jacob) [1973]
- Jelenetek egy házasságból (Scener ur ett äktenskap) [1973]
- Nevem: Senki (Il mio nome è Nessuno) [1973] (2. magyar változat)
- Pillangó (Papillon) [1973]
- A sárkány közbelép (Enter the Dragon) [1973]
- Airport `75 (Airport 1975) [1974]
- Fordítsd oda a másik orcád is! (Porgi l`altra guancia) [1974]
- Hajsza a föld alatt (The Taking of Pelham One Two Three) [1974]
- Ítélet (Verdict) [1974]
- Aki király akart lenni (The Man Who Would Be King) [1975]
- A cápa (Jaws) [1975] (1. magyar változat)
- Capone (Capone) [1975]
- Egy zseni, két haver, egy balek (Un genio, due compari, un pollo) [1975] (2. magyar változat)
- Az ígéret földje (Ziemia obiecana) [1975]
- A nagy Waldo Pepper (The Great Waldo Pepper) [1975]
- Afrika Expressz (Africa Express) [1976]
- A kislány, aki az utcánkban lakik (The Little Girl Who Lives Down the Lane) [1976]
- A Midway-i csata (Midway) [1976]
- A Rózsaszín Párduc újra lecsap (The Pink Panther Strikes Again) [1976]
- Szárnyát vagy combját? (L`aile ou la cuisse) [1976]
- Taxisofőr (Taxi Driver) [1976]
- Az utolsó filmcézár (The Last Tycoon) [1976]
- Airport `77 (Airport `77) [1977]
- Equus (Equus) [1977]
- Halál a Níluson (Death on the Nile) [1978]
- A Rózsaszín Párduc bosszúja (Revenge of the Pink Panther) [1978]
- Szoknyás zsaru (Tendre poulet) [1978]
- Én és a kölyök (Just You and Me, Kid) [1979]
- Az erőszak íze (Mrs. R's Daughter) [1979]
- Csillagporos emlékeim (Stardust Memories) [1980]
- Az aranytó (On Golden Pond) [1981]
- Fantom az éjszakában (Nighthawks) [1981]
- Egy tiszt és egy úriember (An officer and a gentleman) [1982]
- A szenvedélyek labirintusa (Laberinto de pasiones) [1982]
- Superman 3. (Superman III) [1983]
- 1984 (Nineteen Eighty-Four) [1984]
- Gumiláb (Footloose) [1984]
- Az iker (Le Jumeau) [1984]
- Legénybúcsú (Bachelor Party) [1984]
- A smaragd románca (Romancing the Stone) [1984]
- Végzetes látomás (Fatal Vision) [1984]
- Dalban élek (Voglia di cantare) [1985]
- Frászkarika (Fright Night) [1985]
- Vigyázat, már megint nyomozunk! (Xia ri fu xing) [1985]
- Gótika (Gothic) [1986]
- Hannah és nővérei (Hannah and Her Sisters) [1986]
- Szép kis kalamajka (A Fine Mess) [1986]
- Alkalom szüli a milliomost (The Squeeze) [1987]
- Alkonytájt (Near Dark) [1987]
- Az elveszett fiúk (The Lost Boys) [1987]
- La Bamba (La Bamba) [1987]
- Piszkos tizenkettő - Halálos küldetés (Dirty Dozen: The Deadly Mission) [1987]
- Szeptember (September) [1987]
- A Bourne-rejtély (The Bourne Identity) [1988]
- Drágán add az életed (Die Hard) [1988
- A medve (L`Ours) [1988]
- Az óriási nyomozó - 1 uncia=395 dollár (Il Professore - 395000 dollar l`oncia) [1988]
- Az óriási nyomozó - A hamisítvány (Il Professore - Fanciulla che ride) [1988]
- Piszkos tizenkettő - Végzetes küldetés (The Dirty Dozen: The Fatal Mission) [1988]
- Az óriási nyomozó - A bumeráng (Il Professore - Boomerang) [1989]
- Az óriási nyomozó - A díva (Il Professore - Diva) [1989]
- Az óriási nyomozó - Egy különös biztosítás (Il Professore - Polizza droga) [1989]
- Az óriási nyomozó - Halálbiztosítás (Il Professore - Polizza inferno) [1989]
- Országúti diszkó (Road House) [1989]
- Alice (Alice) [1990]
- Amerikai nindzsa 4. - Az új küldetés (American Ninja 4: The Annihilation) [1990]
- Bizánci tűz (Why Me?) [1990]
- Nagymenők (Goodfellas) [1990]
- Delicatessen (Delicatessen) [1991]
- Hanta-palinta (Mon père, ce héros) [1991]
- Harley Davidson és Marlboro Man (Harley Davidson and the Marlboro Man) [1991]
- JFK - A nyitott dosszié (JFK) [1991]
- Tűsarok (Tacones lejanos) [1991]
- A világ végéig (Bis ans Ende der Welt) [1991]
- A dzsentlemanus (The Distinguished Gentleman) [1992]
- A fűnyíró ember (The Lawnmower Man) [1992]
- Gyilkosság lólépésben (Knight Moves) [1992]
- Rendőrsztori 3. (Ging chaat goo si 3: Chiu kap ging chaat) [1992]
- Egy lövés a fejbe, öt a testbe (The Young Americans) [1993]
- Kika (Kika) [1993]
- A kis Buddha (Little Buddha) [1993]
- A halál és a lányka (Death and the Maiden) [1994]
- Lövések a Broadwayn (Bullets Over Broadway) [1994]
- A nagy ugrás (The Hudsucker Proxy) [1994]
- Pancserock (Airheads) [1994]
- Shop-stop (Clerks.) [1994]
- Casino (Casino) [1995]
- Csendszimfónia (Mr. Holland`s Opus) [1995]
- Füst (smoke) [1995]
- Hárman párban (Two Much) [1995]
- Várva várt nagy kaland (An Awfully Big Adventure) [1995]
- Ámokfutam (Fled) [1996]
- Egy hölgy arcképe (The Portrait of a Lady) [1996]
- Fújhatjuk! (Brassed Off) [1996]
- Hidegvérrel (In Cold Blood) [1996]
- Hullámtörés (Breaking the Waves) [1996]
- Szemet szemért (Eye for an Eye) [1996]
- Tébolyult szenvedély (Les Victimes) [1996]
- Titkok és hazugságok (Secrets & Lies) [1996]
- Az élet szép (La vita è bella) [1997]
- Féktelen száguldás (Runaway Car) [1997]
- Halálkanyar (Switchback) [1997]
- A hasfelmetsző (The Ripper) [1997]
- Alice Tükörországban (Alice Through the Looking Glass) [1998] [új]
- Félelem és reszketés Las Vegasban (Fear and Loathing in Las Vegas) [1998]
- Letaszítva (Fallen) [1998]
- Little Voice (Little Voice) [1998]
- Meztelen város - A golyó története (Naked City: Justice with a Bullet) [1998]
- Meztelen város 2. - A karácsonyi gyilkos (Naked City: A Killer Christmas) [1998]
- Mint a kámfor (Out of Sight) [1998]
- Copperfield Dávid (David Copperfield) [1999]
- Édesek és mostohák (Wives and Daughters) [1999]
- Gyilkos álmok (In Dreams) [1999]
- South Park - Nagyobb, hosszabb és vágatlan (South Park: Bigger Longer & Uncut) [1999]
- Szép remények (Great Expectations) [1999]
- Csupasz pisztoly a (z)űrben (2001: A Space Travesty) [2000]
- Gyorsbüfék, gyors nők (Fast Food Fast Women) [2000]
- A nyugodt város (La ville est tranquille) [2000]
- Anne Frank igaz története (Anne Frank: The Whole Story) [2001]
- Attila, Isten ostora (Attila) [2001]
- Csinicsapat akcióban (All the Queen`s Men) [2001]
- Az elveszett ereklye kalandorai - A Loculus-kód (Revelation) [2001]
- Halálos átverés (Layover) [2001]
- Halálos bosszúvágy (Facing the Enemy) [2001]
- Hetedik mennyország (The 51st State) [2001]
- Kiképzés (Training Day) [2001]
- A kocka fordul egyet (Face Value) [2001]
- Négyeskettes (Londinium) [2001]
- Quo Vadis? (Quo Vadis?) [2001]
- Senki földje (No Man`s Land) [2001]
- A számat figyeld (Sur mes lèvres) [2001]
- A királyasszony lovagja (Ruy Blas) [2002]
- Túsz-fészek (Dynamite) [2002]
- Véres vasárnap (Bloody Sunday) [2002]
- Az elfelejtett herceg (The Lost Prince) [2003]
- Kávé és cigaretta (Coffee and Cigarettes) [2003]
- Osama (Osama) [2003]
- Otthon, rémes otthon (Inhabited) [2003]
- Vodka Lemon (Vodka Lemon) [2003]
- Young Adam (Young Adam) [2003]
- A fegyver neve: halál (Deep Evil) [2004]
- A félelem kórháza (Kingdom Hospital) [2004]
- Földtenger kalandorai (Earthsea) [2004]
- Hé, haver, nyomd a verdát! (Going the Distance) [2004]
- Jó társaság (In Good Company) [2004]
- Max Havoc és a sárkány átka (Max Havoc: Curse of the Dragon) [2004]
- Nőies játékok (Stage Beauty) [2004]
- Ördögi út a boldogsághoz (Shortcut to Happiness) [2004]
- Ciu (Tsiou...) [2005]
- Ezt jól kifőztük! (Waiting...) [2005]
- A három testőr visszatér (D`Artagnan et les trois mousquetaires) [2005]
- A komolytalan komornyik (Bob the Butler) [2005]
- Szexi és halálos (Lethal) [2005]
- Túl a barátságon (Brokeback Mountain) [2005]
- Bernard és Doris (Bernard and Doris) [2006]
- Cserebere karácsony (Holiday Wishes) [2006]
- Cserebere szerencse (Just My Luck) [2006]
- Az Északi-tenger kalózai (Störtebeker) [2006]
- A fáraó bosszúja (The Curse of King Tut`s Tomb) [2006]
- Fekete Dália (The Black Dahlia) [2006]
- Mell-bedobás (Cloud 9) [2006]
- Pénz áll a házhoz (Funny Money) [2006]
- A stoppos gyilkos (Penny Dreadful) [2006]
- Szavatossága lejár: 25 évesen (Expiration Date) [2006]
- Szunnyadó gyilkosság (Sleeping Murder) [2006]
- Védd magad! (Find Me Guilty) [2006]
- Állásvadászat (Entry Level) [2007
- Mélytengeri kalandorok (30,000 Leagues Under the Sea) [2007]
- Őrült vadászat (Naked Fear) [2007]
- A döntő szavazat (Swing Vote) [2008]
- Érettségi buktatókkal (Nos 18 ans) [2008]
- Szerettem másképp is (Mannen som elsket Yngve) [2008]
- Bellamy (Bellamy) [2009]
- Buliszerviz 3. - A gólyák éve (Van Wilder: Freshman Year) [2009] [új]
- Az időutazás nagy kérdései (Frequently Asked Questions About Time Travel) [2009]
- Kutya egy év (A Dog Year) [2009]
- Miss Marple történetei - Miért nem szóltak Evansnek? (Marple: Why Didn't They Ask Evans?) [2009]
- Fogtündér (Tooth Fairy) [2010]

## Sorozatszinkronok
- Halló, Halló!
- The Pacific - A hős alakulat
- Kisfilmek a nagyvilágban
- A szökés
- Mad Men
- Szívek szállodája
- Kika
- Hatalmas kis hazugságok
- South Park
- Angyal
- Török kezdőknek
- Hung - Neki áll a zászló
- Isteni sugallat
- Odaát
- Észak és Dél
- Dolmen - Rejtelmek szigete

## Díjak
- Magyar Köztársasági Ezüst Érdemkereszt – 2010. március 12-én.

## Lásd még
- filmrendező